# Karla Nováková
Karla Nováková (* 29. února 1944 Semily) je česká uměleckoprůmyslová výtvarnice a šperkařka.

## Život
Karla Nováková se narodila 29. února 1944 v Semilech. V letech 19558-1962 absolvovala Střední průmyslovou školu v Jablonci nad Nisou. V letech 1962-1968 studovala na Vysoké škole uměleckoprůmyslové v Praze v ateliéru kov a šperk u profesora Jana Nušla. Po studiích pracovala jako vedoucí průmyslová návrhářka jablonecké kovové bižuterie.
Tvoří autorské šperky a vystavuje od dob svého studia. Roku 1968 získala zlatou medaili za kolekci šperků na mezinárodní výstavě bižuterie v Jablonci nad Nisou. Roku 1971 se zúčastnila II. Mezinárodního sympozia sympozia Stříbrný šperk v Jablonci nad Nisou.
Od začátku 90. let navrhuje průmyslově realizovatelné stříbrné i zlaté šperky v a. s. Soliter Jablonec nad Nisou. Tvorbě autorských šperků se věnuje jen příležitostně. Žije v Jablonci nad Nisou.

## Dílo
Šperky Karly Novákové jsou osobitě křehké kreace kované ze stříbrného drátu. Jednotlivé prvky jsou volně zavěšené a vytvářejí symetrický stylizovaný ornament. Výtvarným prvkem jsou zejména stopy kladívka, výjimečně je šperk doplněn perlou nebo muglovaným polodrahokamem. Prsteny Novákové jsou tvarované z jediného kusu stříbra a mají hutnější tvar.

### Zastoupení ve sbírkách
- Uměleckoprůmyslové museum v Praze
- Muzeum skla a bižuterie v Jablonci nad Nisou
- Muzeum Českého ráje, Turnov
- Krajský vlastivědný ústav Olomouc

### Výstavy
- 1971 Stříbrný šperk 1971, výstava vysledků II. symposium Jablonec nad Nisou
- 1973/1974 Bijuterii moderne din R.S. Cehoslovacă, Sala Ateneului Român (Ateneul Român), Bukurešť, Brašov
- 1978 Soudobý československý šperk, Muzeum skla a bižuterie v Jablonci nad Nisou[4]
- 1983 Český šperk 1963-1983, Středočeské muzeum, Roztoky
- 1990 Kov a šperk: Oborová výstava, Galerie Václava Špály, Praha
- 1992 Šperk a drahokam, Moravská galerie v Brně[5]
- 1993 Šperk a drahokam, Okresní muzeum Českého ráje Turnov[6]
- 2020/2021 Kaleidoskop vkusu, : Československá bižuterie na výstavách 1948-1989, Muzeum skla a bižuterie v Jablonci nad Nisou

### Katalogy
- Věra Vokáčová, Stříbrný šperk 1971 (Výstava výsledků II. symposium Jablonec n. N.), 1971
- Věra Vokáčová, Dagmar Hejdová, Bijuterii moderne din R.S. Cehoslovacă, 1973
- Věra Vokáčová, Věra Maternová, Soudobý československý šperk, Muzeum skla a bižuterie v Jablonci nad Nisou 1978
- Věra Vokáčová, Český šperk 1963-1983, Středočeské muzeum, Roztoky 1983
- Věra Vokáčová, Kov a šperk: Oborová výstava, Unie výtvarných umělců České republiky 1990
- Kateřina Nora Nováková, Petr Nový, Kateřina Hrušková, Kaleidoskop vkusu / Kaleidoscope of Taste (Československá bižuterie na výstavách 1948-1989 / Czechoslovak Costume Jewellery Exhibitions 1948-1989), Muzeum skla a bižuterie v Jablonci nad Nisou 2020

### Souborné publikace
- Věra Vokáčová, Současný šperk, Odeon, Praha 1979
- Alena Křížová, Proměny českého šperku na konci 20. století, Academia, Praha 2002, ISBN 80-200-0920-5